# Жанаауил (Бородуліхинський район)
Жанаауи́л (каз. Жаңаауыл) — село у складі Бородуліхинського району Абайської області Казахстану. Входить до складу Зубаїрівського сільського округу.
Населення — 49 осіб (2021; 70 у 2009, 100 у 1999, 215 у 1989).
Національний склад станом на 1989 рік:
- казахи — 100 %

Станом на 1989 рік село називалось Жанааул.